# Fujiwara no Nakamaro
Fujiwara no Nakamaro (藤原仲麻呂?) 706 - 21 de octubre de 764), más tarde le fue otorgado el nombre de Emi no Oshikatsu (恵美押勝?) por el Emperador Kōnin. Fue un kuge (aristócrata) y poeta durante el Período Nara en Japón. Su padre fue Fujiwara no Muchimaro, fundador de la línea Nanke del clan Fujiwara. En 764 junto con el Emperador Junnin conspiró contra la emperatriz Kōken, en ese entonces ya retirada, y el monje Dōkyō durante un conflicto interno entre dos facciones del gobierno. Su rebelión fracasó y fue ejecutado en el Lago Biwa junto con su esposa e hijo.